# 마하비라
마하비라(산스크리트어: महावीर, 기원전 599년 – 기원전 527년) 또는 바르다마나(산스크리트어: वर्धमान)는 자이나교의 제24대 티르탕카라(최고 스승)이다. 그는 23대 티르탕카라 파르슈바나타의 정신적 계승자였다. 마하비라는 기원전 6세기 초 밧지 연맹의 가맹국인 나야 공화국에서 태어났다. 그의 어머니의 이름은 트리샬라이고 아버지의 이름은 싯다르타였다. 그들은 파르슈바나타의 평신도였다. 마하비라는 약 30세의 나이에 모든 세속적인 소유물을 버리고 정신적인 각성을 추구하여 출가했고 고행자가 되었다. 마하비라는 12년 반 동안 강렬한 명상과 엄격한 고행을 실천했고, 그 후에 케발라 제이나(전지)를 얻었다. 그는 30년 동안 설교를 했고, 비록 해는 종파에 따라 다르지만, 기원전 6세기에 해탈의 경지에 이르렀다.
마하비라는 해탈을 얻기 위해 아힘사(비폭력), 사트야(진실), 아스테야(비도용), 브라흐마차리야(금욕), 아파리그라하(비소유)의 서약을 지키는 것이 필요하다고 가르쳤다. 그는 아네칸타바다(다방면 현실)의 원칙들: 시아바다와 나야바다를 가르쳤다. 마하비라의 가르침은 인드랍후티 고타마(그의 주요 제자)가 자이나교 아가마로 편찬했다. 자이나교 승려들이 구두로 전한 이 문서들은 대부분 서기 1세기경에 소실되었다고 믿어진다.
마하비라는 보통 앉아 있거나 서 있는 명상적인 자세로 묘사되며, 그 아래에는 사자의 상징이 있다. 그의 초기 도상은 북인도의 도시 마투라의 고고학 유적지들로부터 비롯되며, 기원전 1세기와 서기 2세기 사이의 것이다. 그의 탄신은 마하비르 잔마 칼야나크로 기념되며 또한 그의 니르바나(구원)과 첫 번째 수석제인 가우타마 스와미는 자이나교도들에 의해 디왈리에 기념된다.
역사적으로 고대 인도에서 자이나교를 부활시키고 설파한 마하비라는 불교의 교조인 싯다르타 가우타마보다 더 오래된 동시대 사람이었다. 자이나교는 매년 인도 달력의 차이트라 달 13일에 마하비르 잔마 칼야나크를 기념한다.